# Peter Luccin
Peter Bernard Luccin (Marseille, 9 april 1979) is een Frans profvoetballer. Zijn familie is afkomstig uit Martinique. Zijn laatste club was FC Dallas.

## Clubvoetbal
Luccin is geboren in Marseille, maar wordt opgeleid bij AS Cannes met welke hij kampioen van Frankrijk wordt in de jeugd en zijn debuut maakt in het eerste elftal. In 1996 ondertekent hij op 17-jarige leeftijd zijn eerste profcontract bij Girondins de Bordeaux. Op 24 augustus 1997 maakt Luccin zijn debuut op het hoogste niveau in een wedstrijd tegen Montpellier HSC. Na een sterk seizoen neemt in 1998 zijn coach Rolland Courbis hem mee als deze vertrekt naar het Franse topteam Olympique Marseille. Hij weet zich daar tot een belangrijke basisspeler te ontwikkelen. Twee jaar later volgt echter een verrassende overstap naar aartsrivaal Paris Saint-Germain. Ook hier blijft de speler niet lang. Na een jaar vertrekt hij naar het Spaanse Celta de Vigo. Na drie seizoenen degradeert dit team naar de Segunda División A en maakt Luccin de overstap naar Atlético Madrid. Bij Atlético Madrid is hij net zoals bij zijn vorige teams een vaste basisspeler tot het begin van het seizoen 2007/08. Door de vele aankopen die de club maakt krijgt hij van zijn trainer Javier Aguirre te horen dat hij geen speler voor de basis is. Mede door de moeizame onderhandelingen over een nieuw contract besluiten speler en club een alternatief te zoeken en Luccin tekent vlak voor het sluiten van de markt een contract bij Real Zaragoza. Atlético Madrid neemt als vervanger voor Luccin de Braziliaanse middenvelder Thiago Motta van Barcelona over.
Tussen 2007 en 2010 lag Luccin onder contract bij Real Zaragoza. Gedurende het seizoen 2008-2009 werd hij uitgeleend aan Racing Santander. Daarna zat hij twee jaar zonder club. In 2011 tekende hij bij het Zwitserse Lausanne-Sport. Sinds april 2012 zit hij zonder club.
Luccin staat bekend om zijn goede spelinzicht, maar is ook een harde en impulsieve speler. Door zijn manier van spelen pakt hij vaak een kaart. In zijn gehele voetbalcarrière heeft Luccin nog nooit een prijs gepakt op hoog niveau. Met Bordeaux was hij wel twee keer verliezend finalist in de Coupe de la Ligue (1997 en 1998). In 2012 tekende hij een contract bij het Amerikaanse FC Dallas. Hij zal daar in het seizoen van 2013 starten. Luccin speelde twee seizoenen voor Dallas en kwam in totaal veertien keer uit voor de club.

## Nationaal elftal
Ondanks dat hij uitkwam voor Jong Frankrijk, heeft Luccin nog nooit zijn debuut gemaakt voor de hoofdmacht van Frankrijk. Wel is hij opgenomen geweest in (voor)selecties van onder andere kwalificatiewedstrijden voor het WK 2006.

## Statistieken
| seizoen    | club                  | land             | competitie              | wed. | goals |
| ---------- | --------------------- | ---------------- | ----------------------- | ---- | ----- |
| 1996/97    | AS Cannes             | Frankrijk        | Ligue 2                 | 13   | 0     |
| 1996/97    | Girondins de Bordeaux | Frankrijk        | Ligue 1                 | 11   | 0     |
| 1997/98    | Girondins de Bordeaux | Frankrijk        | Ligue 1                 | 30   | 0     |
| 1998/99    | Olympique Marseille   | Frankrijk        | Ligue 1                 | 23   | 1     |
| 1999/00    | Olympique Marseille   | Frankrijk        | Ligue 1                 | 28   | 1     |
| 2000/01    | Paris Saint-Germain   | Frankrijk        | Ligue 1                 | 26   | 1     |
| 2001/02    | Celta de Vigo         | Spanje           | Primera División        | 33   | 1     |
| 2002/03    | Celta de Vigo         | Spanje           | Primera División        | 35   | 1     |
| 2003/04    | Celta de Vigo         | Spanje           | Primera División        | 29   | 5     |
| 2004/05    | Atlético Madrid       | Spanje           | Primera División        | 29   | 0     |
| 2005/06    | Atlético Madrid       | Spanje           | Primera División        | 29   | 2     |
| 2006/07    | Atlético Madrid       | Spanje           | Primera División        | 31   | 0     |
| 2007/08    | Real Zaragoza         | Spanje           | Primera División        | 30   | 0     |
| 2008/09    | Real Zaragoza         | Spanje           | Segunda División A      | 1    | 0     |
| 2008/09    | Racing Santander      | Spanje           | Primera División        | 23   | 2     |
| 2009/10    | Racing Santander      | Spanje           | Primera División        | 0    | 0     |
| 2011/12    | FC Lausanne-Sport     | Zwitserland      | Raiffeisen Super League | 7    | 1     |
| 2013       | FC Dallas             | Verenigde Staten | Major League Soccer     | 3    | 0     |
| 2014       | FC Dallas             | Verenigde Staten | Major League Soccer     | 11   | 0     |
| Bijgewerkt | 17 februari 2015      |                  |                         |      |       |